# Adolf Ufer
Adolf Emil Ufer (* 16. November 1863 in Landau; † 13. April 1939 in Traunstein) war ein deutscher Verwaltungsjurist.

## Familie
Ufer war ein Sohn des Kaufmanns Adolf Ufer und seiner Frau Rosalie, geb. Beck. Am 7. Dezember 1897 verheiratete er sich mit Else Volz, einer Tochter des Bankdirektors Friedrich Volz aus München.

## Leben
Nach dem Besuch des Gymnasiums in Kaiserslautern studierte Ufer Rechtswissenschaften an der Universität München, wo er Mitglied des Corps Franconia wurde. Im Sommer 1888 legte er das Universitätexamen ab. Anschließend leistete er seinen Dienst als Einjährig-Freiwilliger im Königlich Bayerischen Infanterie-Regiment „Prinz Ludwig Ferdinand von Bayern“ in Landau. Den juristischen Vorbereitungsdienst absolvierte er beim Bezirksamt, Amtsgericht und Landgericht in Landau sowie bei dem dortigen Rechtsanwalt Friedrich August Mahla.
Ufer wurde am 1. März 1894 zum Bezirksamtsassessor in Neumarkt in der Oberpfalz ernannt und im Januar 1889 auf sein Ansuchen nach Ludwigshafen am Rhein versetzt. 1902 wurde er Regierungsassessor bei der Regierung von Oberbayern. Am 1. Dezember 1904 Bezirksamtmann in Berneck. 1910 erhielt er den Tiel eines Königlich Bayerischen Regierungsrats. Am 1. November 1910 wurde er Bezirksamtmann in Traunstein, dem damals größten Bezirksamt Bayerns. 1920 wurde er in dieser Funktion etatsmäßiger Oberregierungsrat. Mit Erreichen der Altersgrenze trat er am 31. Dezember 1928 in den Ruhestand. Seine letzten Lebensjahre verbrachte er in Traunstein.

## Auszeichnungen
- Bayerischer Orden vom heiligen Michael IV. Klasse